# 브라질기니피그
브라질기니피그(Cavia aperea)는 천축서과에 속하는 설치류의 일종이다. 아르헨티나와 브라질, 볼리비아, 콜롬비아, 에콰도르, 가이아나, 파라과이, 우루과이 그리고 베네수엘라에서 발견된다.

## 아종
- C. a. aperea
- C. a. guianae
- C. a. hypoleuca
- C. a. pamparum
- C. a. patzelti
- C. a. rosida